# الدوري الإنجليزي لكرة القدم 2009–10
الدوري الإنجليزي لكرة القدم 2009–10 (بالإنجليزية: 2009–10 Football League)‏ هو موسم من دوري كرة القدم الإنجليزي. فاز فيه نيوكاسل يونايتد.